# Billy Tipton
Pour les articles homonymes, voir Tipton.
Billy Tipton, né le 29 décembre 1914 à Oklahoma City (Oklahoma), et mort le 21 janvier 1989 à Spokane (État de Washington), est un joueur de piano et de saxophone jazz américain.

## Biographie
Tipton est né en Oklahoma d'une mère pianiste dans les bals, et d'un père aviateur. Il a grandi à Joplin, dans le Missouri. Il est grièvement blessé à l'âge de 16 mois, dans un accident de voiture qui tue sa grand-mère. Il habite entre l'âge de 14 et 19 ans à Kansas City chez sa tante avec son petit frère Bill, et vit de sa musique à partir de son retour à Oklahoma City en 1933.
Tipton a progressivement gagné en succès et a obtenu la reconnaissance en tant que musicien. En 1936, Tipton est devenu le leader d'un orchestre sur KFXR. En 1938, Tipton a rejoint les Louvenie’s Western Swingbillies, un groupe qui a joué sur KTOK et à la Taverne de Brown. En 1940, il était en tournée dans le Midwest en jouant dans les bals avec l'orchestre de Scott Cameron. En 1941, il a joué sur la scène de Joplin, dans le Missouri's Cotton Club pendant deux ans et demi avec l'orchestre de George Meyer, puis s'est engagé dans une tournée avec Ross Carlyle, ensuite il a pu jouer pendant deux ans au Texas.
En 1949, Tipton a commencé à tourner le Pacific Northwest avec George Meyer. Bien que cette tournée ait été loin d'être glamour, les apparitions de la bande à Roseburg à l'Oregon Shalimar Chambre ont été enregistrées par une station de radio locale.
Tipton a commencé à jouer du piano seul au club Elks à Longview, Washington. Dans Longview, il a commencé le Billy Tipton trio, composé de Tipton au piano, Dick O'Neil à la batterie, et Kenny Richards (et plus tard Ron Kilde) à la basse. Richards a déclaré plus tard qu'il n'avait aucune idée que Tipton aurait pu être assigné femme à la naissance.
Au cours d'une tournée au King's Supper Club à Santa Barbara, en Californie, un chasseur de talents les a entendus jouer et a obtenu un contrat. Le Billy Tipton trio enregistre deux albums de jazz pour être publié au début de 1957. Parmi les pièces, ont été réalisées « Can't Help Lovin 'Man Dat », « Willow Weep For Me », « What I'll Do », et « Don't Blame Me ». En 1957, les albums se sont vendus à 17 678 exemplaires. Après le succès des albums, le Billy Tipton Trio s'est vu offrir un poste en tant que groupe maison à l'Hôtel de vacances à Reno, au Nevada.
Dans les années 1970, Tipton doit se retirer de la musique pour cause d'arthrite aggravée. Il meurt 20 ans plus tard d'emphysème et cirrhose hémorragique du foie ; il n'allait jamais chez le docteur pour ne pas révéler sa transidentité.

## Transidentité cachée
Peu de personnes étaient au courant de sa transidentité. Ne s'habillant en homme que pour ses spectacles dans un premier temps, il a commencé à vivre pleinement dans son identité masculine vers 1940. Il eut plusieurs compagnes et a été le père adoptif de trois garçons (John, Scott et William). Pour cacher ses seins, il se bandait le torse prétextant un accident dont il aurait été victime dans sa jeunesse. De son vivant, nul ne remit en cause le fait qu'il soit un homme. À sa mort, lorsqu'on découvrit qu'il avait une anatomie féminine, qui lui avait valu d'être assigné femme à la naissance, personne ne remit en cause son identité d'homme (y compris ses compagnes). Kitty, la dernière d'entre elles, avait fait incinérer son corps pour que sa vie privée ne soit pas diffusée mais l'un de leurs fils adoptifs a révélé l'histoire aux médias.

## Bibliographe
- (en) Kit Heyam, Before We Were Trans : a new history of gender., Basic Books, 2022 (ISBN 1-5293-7775-7, 978-1-5293-7775-0 et 1-5293-7774-9, OCLC 1295807327, lire en ligne), p. 8